# Cedestis farinatella
Cedestis farinatella är en fjärilsart som beskrevs av Philipp Christoph Zeller 1839. Cedestis farinatella ingår i släktet Cedestis och familjen spinnmalar. Inga underarter finns listade i Catalogue of Life.